# Campionato europeo femminile under 19 di calcio 2025
Il campionato europeo femminile under 19 di calcio 2025 è stata la 26ª edizione, comprese le prime quattro giocate da formazioni under 18, del torneo che, organizzato con cadenza annuale dall'UEFA, è riservato alle rappresentative nazionali di calcio femminile giovanili dell'Europa le cui squadre sono formate da atlete al di sotto dei 19 anni d'età (in questa edizione nate dopo il 1º gennaio 2006).
La fase finale avrebbe dovuto svolgersi in Bielorussia; tuttavia, dopo la decisione del comitato sportivo di sospendere, dal 2023, lo svolgimento di tornei sotto la sua egida come forma di protesta per la repressione politica contro la popolazione civile, si optò come nuova sede la Polonia, dove si è disputata (per la prima volta in tale nazione) dal 15 al 27 giugno 2025.
La Spagna ha vinto il campionato per la settima volta nella sua storia (stabilendo così il record di vittorie), battendo in finale la Francia per 4-0.

## Qualificazioni

### Squadre qualificate
La seguente tabella riporta le otto nazionali qualificate per la fase finale del torneo:
| Nazionale   | Metodo di qualificazione         | fasi finali disputate | Ultima qualificazione | Migliore risultato nel torneo                 |
| ----------- | -------------------------------- | --------------------- | --------------------- | --------------------------------------------- |
| Polonia     | Ospitante                        | 2                     | 2007                  | Fase a gironi (2007)                          |
| Paesi Bassi | Vincitrice Fase élite, gruppo A1 | 13                    | 2024                  | Campione (2014)                               |
| Portogallo  | Vincitrice Fase élite, gruppo A2 | 2                     | 2012                  | Semifinali (2012)                             |
| Inghilterra | Vincitrice Fase élite, gruppo A3 | 16                    | 2024                  | Campione (2009)                               |
| Italia      | Vincitrice Fase élite, gruppo A4 | 9                     | 2022                  | Campione (2008)                               |
| Spagna      | Vincitrice Fase élite, gruppo A5 | 18                    | 2024                  | Campione (2004, 2017, 2018, 2022, 2023, 2024) |
| Francia     | Vincitrice Fase élite, gruppo A6 | 19                    | 2024                  | Campione (2003, 2010, 2013, 2016, 2019)       |
| Svezia      | Vincitrice Fase élite, gruppo A7 | 14                    | 2022                  | Campione (1999 (U18),2012 e 2015)             |

## Fase a gironi
Si qualificano alla fase ad eliminazione diretta le prime due classificate di ciascuno dei due gruppi.
In caso di parità di punti tra due o più squadre di uno stesso gruppo, le posizioni in classifica verranno determinate prendendo in considerazione, nell'ordine, i seguenti criteri:
1. maggiore numero di punti negli scontri diretti tra le squadre interessate (classifica avulsa);
2. migliore differenza reti negli scontri diretti tra le squadre interessate (classifica avulsa);
3. maggiore numero di reti segnate negli scontri diretti tra le squadre interessate (classifica avulsa);
4. se, dopo aver applicato i criteri dall'1 al 3, ci sono squadre ancora in parità di punti, i criteri dall'1 al 3 si riapplicano alle sole squadre in questione. Se continua a persistere la parità, si procede con i criteri dal 5 al 9;
5. migliore differenza reti;
6. maggiore numero di reti segnate;
7. tiri di rigore se le due squadre sono a parità di punti al termine dell'ultima giornata;
8. classifica del fair play;
9. sorteggio.

### Gruppo A
| Pos. | Squadra | Pt | G | V | N | P | GF | GS | DR  |
| ---- | ------- | -- | - | - | - | - | -- | -- | --- |
| 1.   | Francia | 9  | 3 | 3 | 0 | 0 | 11 | 1  | +10 |
| 2.   | Italia  | 4  | 3 | 1 | 1 | 1 | 3  | 3  | 0   |
| 3.   | Polonia | 4  | 3 | 1 | 1 | 1 | 6  | 7  | -1  |
| 4.   | Svezia  | 0  | 3 | 0 | 0 | 3 | 0  | 9  | -9  |

| Arbitro: | Georgieva |

|                 |           |                       |
| Araśniewicz 63’ | Marcatori | 90+2’ Pellegrino Cimò |

| Arbitro: | Grigonė |

|                                       |           |  |
| Joseph 26’ Effa Effa 63’ Graziani 70’ | Marcatori |  |

| Arbitro: | Čelik |

|  |           |                                                              |
|  | Marcatori | 8’, 34’, 54’ Joseph 40’ Swierot 74’ Graziani 90+2’ Ma. Mendy |

| Arbitro: | Michel |

|  |           |                     |
|  | Marcatori | 37’ Pellegrino Cimò |

| Arbitro: | Vuorio |

|  |           |                                                      |
|  | Marcatori | 6’, 47’ Araśniewicz 85’ Wyrwas 90+3’, 90+4’ Gutowska |

| Arbitro: | Torkelsen |

|              |           |                         |
| Sciabica 60’ | Marcatori | 33’ Lushimba 74’ Dufour |

### Gruppo B
| Pos. | Squadra     | Pt | G | V | N | P | GF | GS | DR |
| ---- | ----------- | -- | - | - | - | - | -- | -- | -- |
| 1.   | Spagna      | 6  | 3 | 2 | 0 | 1 | 3  | 1  | +2 |
| 2.   | Portogallo  | 6  | 3 | 2 | 0 | 1 | 6  | 3  | +3 |
| 3.   | Inghilterra | 3  | 3 | 1 | 0 | 2 | 3  | 6  | -3 |
| 4.   | Paesi Bassi | 3  | 3 | 1 | 0 | 2 | 2  | 4  | -2 |

| Arbitro: | Vuorio |

|  |           |                                    |
|  | Marcatori | 45’ (rig.) Agote 57’ Aguirrezabala |

| Arbitro: | Michel |

|                                    |           |              |
| Ademiluyi 49’ Rademaker 54’ (aut.) | Marcatori | 44’ Zuidberg |

| Arbitro: | Georgieva |

|                                               |           |                   |
| Santiago 76’, 89’ Marques 78’ Gago 82’ (rig.) | Marcatori | 45+2’ (aut.) Lobo |

| Arbitro: | Torkelsen |

|              |           |  |
| Zuidberg 12’ | Marcatori |  |

| Arbitro: | Čelik |

|  |           |                              |
|  | Marcatori | 59’ (rig.) Gago 71’ Kaminska |

| Arbitro: | Grigonė |

|              |           |  |
| Librán 90+6’ | Marcatori |  |

## Fase a eliminazione diretta

### Tabellone
|  | Semifinali | Semifinali    | Semifinali |        |         | Finale  | Finale | Finale |  |
|  |            |               |            |        |         |         |        |        |  |
|  | A1         | Francia (dts) | 4          |        |         |         |        |        |  |
|  | A1         | Francia (dts) | 4          |        |         |         |        |        |  |
|  | B2         | Portogallo    | 3          |        |         |         |        |        |  |
|  | B2         | Portogallo    | 3          |        | Francia | Francia | 0      |        |  |
|  |            |               |            |        | Francia | Francia | 0      |        |  |
|  |            |               | Spagna     | Spagna | 4       |         |        |        |  |
|  | B1         | Spagna (dts)  | Spagna     | Spagna | 4       | 2       |        |        |  |
|  | B1         | Spagna (dts)  |            |        |         |         |        |        |  |
|  | A2         | Italia        | 0          |        |         |         |        |        |  |

### Spareggio per l'accesso al Mondiale under 20 2026
Essendo la Polonia già qualificata al Campionato mondiale femminile under 20 di calcio 2026 in qualità di Paese ospitante, il regolamento prevedeva che lo spareggio tra le due squadre terze classificate dei due gironi, valido per determinare la quinta squadra partecipante al torneo (oltre alle prime due classificate degli stessi gironi, ossia Francia, Italia, Spagna e Portogallo), venisse disputato solo se la nazionale polacca avesse concluso il girone A al quarto posto. Alla luce del terzo posto finale della Polonia, lo spareggio non è stato disputato e ha dunque avuto accesso al Campionato mondiale la terza classificata del girone B, ovvero l'Inghilterra.

### Semifinali
| Arbitro: | Vuorio |

|                       |           |  |
| Dorado 92’ Agote 119’ | Marcatori |  |

| Arbitro: | Grigonė |

|                                                      |           |                                          |
| Graziani 7’ Ma. Mendy 13’, 92’ Mé. Mendy 113’ (rig.) | Marcatori | 30’ (rig.) Gago 74’ Martins 105+2’ Costa |

### Finale
| Arbitro: | Michel |

|  |           |                                                       |
|  | Marcatori | 23’ Librán 35’ Agote 69’ Serrajordi Díaz 87’ Bejarano |

## Statistiche

### Classifica marcatrici
4 reti
- Liana Joseph

3 reti
- Ornella Graziani
- Maeline Mendy
- Weronika Araśniewicz
- Marta Gago (3 rig.)
- Daniela Agote (1 rig.)

2 reti
- Giada Pellegrino Cimò
- Zoë Zuidberg
- Julia Gutowska
- Carolina Santiago
- Cris Librán

1 rete
- Princess Ademiluyi
- Chancelle Effa Effa
- Kenza Dufour
- Landryna Lushimba
- Mélinda Mendy (1 rig.)
- Julie Swierot
- Manuela Sciabica
- Kinga Wyrwas
- Diana Costa
- Anna Marques
- Lara Martins
- Dária Kaminska
- Aiara Aguirrezabala
- Noemi Bejarano
- Irune Dorado
- Clara Serrajordi Díaz

Autogol
- Liv Rademaker (1, pro  Inghilterra)
- Iara Lobo (1, pro  Inghilterra)

## Qualificate al mondiale under 20
- Francia
- Italia
- Spagna
- Portogallo
- Inghilterra